# Dark Sector
Dark Sector är ett spel i tredjepersonsskjutar-genren utvecklat av Digital Extremes och publicerades av D3 Publisher.

## Handling
Spelaren tar rollen som Hayden Tenno, en hemlig agent som skickas på ett farligt uppdrag i Lasria, en östeuropeisk stad med anor från det Kalla kriget. Mitt i uppdraget blir han attackerad av en okänd fiende och blir infekterad av ett virus kallat Technocyte Virus, vilket är ett brutalt biologiskt vapen som förvandlar sina offer till själlösa mördare. Efter att ha överlevt den våldsamma attacken får Hayden reda på att viruset har gett honom styrka och övermänskliga begåvningar. Nu måste han utvecklas med sina krafter, överleva och bli en hjälte.

## Vapen
I spelet kan man använda ett vapen, en så kallad glavie. Glavien är ett trekantigt bumerangliknande vapen, som flyger tillbaka till Hayden efter varje kast. Glavien kan användas för att kasta i långdistans, lösa olika pussel och plocka upp olika saker. När man är nära en fiende visas miljökänsliga funktioner. Pusslen i spelen fokuserar ofta på att fånga olika element till exempel eld, elektricitet, is med glavien. Till exempel ett nät som blockerar spelarens väg kan man passera genom att fånga eld med glavien och sen använda den mot nätet för att bränna ner den. Glavien är dubbel-hanterat med en pistol i Haydens vänstra hand. Då kan man utföra combo-attacker som att chockera en fiende på långdistans med glavien eller springa nära och sen skjuta på dem. Glavien kan också användas för att fjärrstyras genom luften och döda många fiender samtidigt. Den här demonstrationen kontrolleras med Sixaxis på Playstation 3 och spaken på Xbox 360.

## Censur

### Australien
I februari 2008, före spelets planerade utgivning i mars 2008, nekades Dark Sector klassificering av OFLC, vilket innebar säljförbud för spelet i Australien, på grund av att spelet ansågs vara för grafiskt våldsamt. En censurerad version av spelet släpptes till Playstation 3 den 9 oktober 2008.

### Tyskland
Tysklands Unterhaltungssoftware Selbstkontrolle har vägrat att ge spelet en klassificering. På grund av det rapporterade distributören Koch Media att spelet inte skulle släppas i Tyskland. En censurerad version släpptes dock 2009.